# Heteropholis
Heteropholis C.E.Hubb. é um género botânico pertencente à família Poaceae. É originário de África tropical, da Ásia e da Austrália.
O género foi descrito por Charles Edward Hubbard e publicado em Hooker's Icones Plantarum 36: , pl. 3548. 1956.
Alguns autores incluem os membros deste género em Mnesithea.[carece de fontes?]
Trata-se de um género reconhecido pelo sistema de classificação filogenética Angiosperm Phylogeny Website.

## Espécies
- Heteropholis annua Lazarides
- Heteropholis benoistii A. Camus
  -     - Heteropholis cochinchinensis var. cochinchinensis